# Zevra Festival
Zevra Festival es un festival de música que se celebra en la localidad de Cullera (Comunidad Valenciana, España) desde el año 2022. Se lleva a cabo durante el verano y presenta una variedad de géneros musicales. El evento atrae tanto a artistas nacionales como internacionales y ha ganado popularidad en los últimos años, convirtiéndose en uno de los referentes de la temporada estival en España.

## Historia
El festival Zevra nace en el año 2022, celebrándose del 22 al 25 de julio, con el objetivo de ofrecer una nueva propuesta dentro de los festivales musicales en España. Tras la crisis sanitaria, social y económica a nivel mundial causada por la pandemia de COVID-19, la primera edición del Zevra Festival representó un significativo impulso económico para la comarca de la Ribera Baixa, la Safor y las zonas cercanas.
En el año 2023, celebrado del 21 al 24 de julio, el festival consolidó su posición dentro del panorama musical, aumentando su asistencia y ampliando su programación con una oferta más diversa.
En su edición de 2024, el evento alcanzó más de 155.000 asistentes, evidenciando un notable crecimiento tanto en el número de visitantes como en la calidad y variedad de su programación.
Zevra Festival es organizado por la promotora LIVE2LOVE, una empresa valenciana con más de 10 años de experiencia en la gestión de eventos y festivales en España. La compañía se encarga de la producción, logística y promoción del festival, contribuyendo a su desarrollo y expansión. El festival ha generado un impacto económico significativo en la región, tanto por el número de asistentes como por los servicios relacionados, como alojamiento, transporte y comercios locales. En su edición de 2024, se estimó que el impacto económico fue de 28 millones de euros, lo que refleja su influencia en la economía local.
El festival se desarrolla en un recinto ubicado en Cullera, un espacio que incluye varias áreas destinadas a la acampada, zonas de descanso, escenarios al aire libre, y otros servicios para los asistentes. Además de los conciertos, el evento ofrece actividades complementarias como gastronomía, mercados y zonas para socializar.
Zevra Festival comparte similitudes con otros eventos musicales destacados en España, como el Arenal Sound Festival y el Festival Internacional de Benicàssim (FIB). Al igual que estos festivales, combina una programación que abarca diversos géneros musicales, desde pop y reggaetón hasta música electrónica e indie. A lo largo de las ediciones, han participado artistas como Maluma, Nicki Nicole, La Oreja de Van Gogh, Myke Towers, Lola Índigo, entre otros.
El festival Zevra ha recibido el distintivo Mediterranew Musix, otorgado por el programa CreaTurisme de Turisme Comunitat Valenciana, en reconocimiento a su contribución al desarrollo del turismo musical en la región, destacándose en publicaciones como Levante-EMV y Las Provincias.

## Carteles

### Cartel 2022[15]
Anuel Aa, Rauw Alejandro, Duki, Justin Quiles, Tyga, Beret, Eladio Carrión, Nervo, Juan Magán, Morad, Omar Montes, Funzo & Babyloud, Rvfv, Yung Beef, Dj Nano, La Pegatina, Toteking, Cruz Cafuné, Locoplaya, Maikel De La Calle, Marlon, Alvaro De Luna, Cali Y El Dandee, La La Love You, Pole, Zetazen, 31Fam, Costa, Dj's From Mars, Ladilla Rusa, Rojuu, Camin, Israel B, Las Ninyas Del Corro, Los Manolos, Niña Polaca, Cactus, Comandante Twin, Fresquito Y Mango, Il Pekeño & Ergo Pro, Sofía Gabanna, Adrian Campos, Danny Romero, Errecé, Henry Mendez, Michenlo, Alex Martini, Brian Van Andel, Fercho Energy, Santi Bertomeu.

### Cartel 2023[16]
Ozuna, Lil Pump, Taburete, Maikel Delacalle, Nervo, RVFV, Camin, Cano, Marlon, José de las Heras, Juanjo García, KG970, Stealthr, Carlittos, Dann Valero, David Cuello, Dj Peligro, Groove Amigos, Jayxme, Santi Bertomeu, Nicky Jam, Chimbala, María Becerra, Cali & El Dandee, Juan Magan, Dani Fernández, Kaydy Cain, Henry Mendez, LiL CaKe, Michenlo, Nickzzy, Parkineos, Veintiuno, Anthony Godfather, Barce, Fercho Energy, Juliann James, MZRIN, Luka Caro, Quevedo, Mora, Ana Mena, Emilia, Omar Montes, Álvaro de Luna, DJ Nano, Ptazeta, Danny Romero, Despistaos, EZVIT 810, Saiko, Alex Martini, Alvama Ice, Ballesteros, Juacko, Blondex, J.Beren, Robert Morr, Dumore, Tom Brusse, Jason Mata.

### Cartel 2024[17]
Maluma, Saiko, Jc Reyes, Nicki Nicole, SPECIAL BRESH EVENT, Funzo & Baby Loud, La Pegatina, Recycled J, Lírico En La Casa, Malmö 040, Nil Moliner, Reality, Carlittos, Juanjo García, Julieta, Kabasaki, Space Elephants, Barce, Dann Valero, Jayxme, Mike Fajardo, Pawly, VÉRTIGO, Manuel Turizo, Beret, Dei V, Juan Magan, Hard Gz, Maikel Delacalle, Marlon, Dj Nano, Lucho Rk, Pol 3.14, Raúl Clyde, Vicco, Alex Martini, Dr Bellido, Enygma, Gianmarco Onestini, Carlo, Dumore, Ele Dj, Javi Torres, Sansixto, Santi Bertomeu, Adrian Díaz, Gil, Nestor García, Pere V Talens, Rflow, Helen Khru, Joswerk, The Cap Boy b2b Nankoo, Myke Towers, Rels B, Yandel, La Oreja De Van Gogh, Kidd Keo, Lit Killa, Omar Montes, Rayden, Alvama Ice, Anthony Godfather, J Abecia, Michenlo Aissa, Amygdala, Buxxi, Henry Méndez, J. Beren, Les Castizos, Fercho Energy, Jacobo Ostos, Krumel, Omgisneff, Robert Morr, Dany Asensy, Dj Maggie, Joel Toro, Jose Peibol.